# Eoraetia siegerti
Eoraetia siegerti és una espècie extinta de sinàpsid del clade dels teràpsids, possiblement de la família dels tritilodòntids, que visqué en allò que avui en dia és l'Europa central durant el Triàsic superior, fa entre 201,3 i 208,5 milions d'anys. Se n'han trobat restes fòssils a la formació de Trossingen (Alemanya). Es tracta de l'única espècie del gènere Eoraetia. És conegut a partir d'una ulna incompleta. El nom genèric Eoraetia significa ‘rècia de l'alba’.